# Liste der brasilianischen Botschafter in Dominica
Die Botschaft im Palm Cottage Pavilion in der Victoria Street in Roseau wurde 2019 geschlossen. Die Betreuung wird durch die Botschaft auf St. Lucia, 4th Floor Mardini Building, Rodney Bay, Gros Islet.
| Ernannt       | Name                            | Bemerkungen | Mensagem Senado Federal | im Senat des Nationalkongress vorgestellt am | ernannt von               | akkreditiert während der Regierung von | Posten verlassen |
| ------------- | ------------------------------- | --- | ----------------------- | -------------------------------------------- | ------------------------- | -------------------------------------- | ---------------- |
| 28. Juni 1988 | Fernando Silva Alves            | Amtssitz in Port of Spain | MSF 039/1988            |                                              | José Sarney               | Mary Eugenia Charles                   |                  |
| 2. Mai 1997   | José Marcus Vinícius de Souza   | Amtssitz in Port of Spain | MSF 52 de 1997          | 14. Apr. 1997                                | Fernando Henrique Cardoso | Edison James                           |                  |
| 13. Sep. 2005 | Gilda Maria Ramos Guimarães     | Amtssitz in Port of Spain | MSF 135 de 2004         | 17. Aug. 2005                                | Luiz Inácio Lula da Silva | Roosevelt Skerrit                      |                  |
| 20. Okt. 2006 | Luiz Fernando Gouvêa de Athayde | Amtssitz in Port of Spain (* 3. November 1945 in Rio de Janeiro) Sohn von Maria Elisa Gouvêa und Alair Alhayde.1986 Geschäftsträger in Praia, 1987 bis 1988 Geschäftsträger in Neu-Delhi | MSF 173 de 2006         | 2. Aug. 2006                                 | Luiz Inácio Lula da Silva | Roosevelt Skerrit                      |                  |
| 17. Feb. 2011 | José Marcos Nogueira Viana      | [ 4 ] | MSF 255 de 2009         | 8. Feb. 2011                                 | Dilma Rousseff            | Roosevelt Skerrit                      |                  |

Quelle: